# Stade Antona-Malatinského
 (septembre 2024).
Le stade Antona Malatinského est un stade de football situé dans la ville de Trnava, à une cinquantaine de kilomètres de la capitale Bratislava, en Slovaquie. Il a une capacité de 19 200 places, toutes assises accueille les matchs du Spartak Trnava. Le stade accueille aussi des matchs de l'équipe de Slovaquie de football depuis 2015.

## Histoire
Il est nommé en l'honneur d'Anton Malatinský, footballeur du club local.